# Jezioro hipertroficzne
Jezioro hipertroficzne – jezioro, którego wody charakteryzują się bardzo dużą zawartością pierwiastków biogennych, głównie azotu i fosforu. Pochodzą one najczęściej ze ścieków komunalnych lub z nadmiaru nawozów spływających z pól uprawnych. Zachodzi w nim proces zarastania i spłycania który może doprowadzić do całkowitego zaniku zbiornika wodnego.